# العواصف الشمسية مايو 2024
العواصف الشمسية في مايو/أيار 2024 هي سلسلة من العواصف الشمسية القوية ذات التوهج الشمسي الشديد والعواصف المغناطيسية الأرضية التي بدأت في 10 مايو 2024 خلال الدورة الشمسية 25. وتُعد هذه العاصفة المغناطيسية الأرضية هي الأقوى التي أثرت على الأرض منذ 28 أكتوبر 2003، وأنتجت شفقًا عند خطوط عرض أقل بكثير من المعتاد في نصفي الكرة الشمالي والجنوبي.

## التوهجات الشمسية وانبعاثات الكتلة الإكليلية
في 8 مايو 2024، أنتجت المنطقة الشمسية النشطة التي أطلقت عليها الإدارة الوطنية للمحيطات والغلاف الجوي الأمريكية NOAA اسم المنطقة رقم 13664 (عادة تُختصر بـ 3664) توهجات شمسية من فئة X1.0 وكذلك أطلقت انبعاثات كتلية إكليلية (CMEs) متعددة من الفئة M باتجاه الأرض. في 9 مايو، أنتجت المنطقة النشطة توهجًا من فئة X2.25 وX1.12 يرتبط كل منهما بهالة CME كاملة. في 10 مايو، أنتجت المنطقة توهجًا من فئة X3.98، وفي 11 مايو في الساعة 01:23 بالتوقيت العالمي المنسق، أنتجت توهجًا آخر من الفئة X بقوة 5.4-5.7 مع هالة كاملة أخرى من الانبعاث الإكليلي. تسببت المنطقة أيضًا في حدوث عاصفة إشعاعية شمسية S1 مع ارتفاعات تصل إلى S2.

## العاصفة المغناطيسية الأرضية

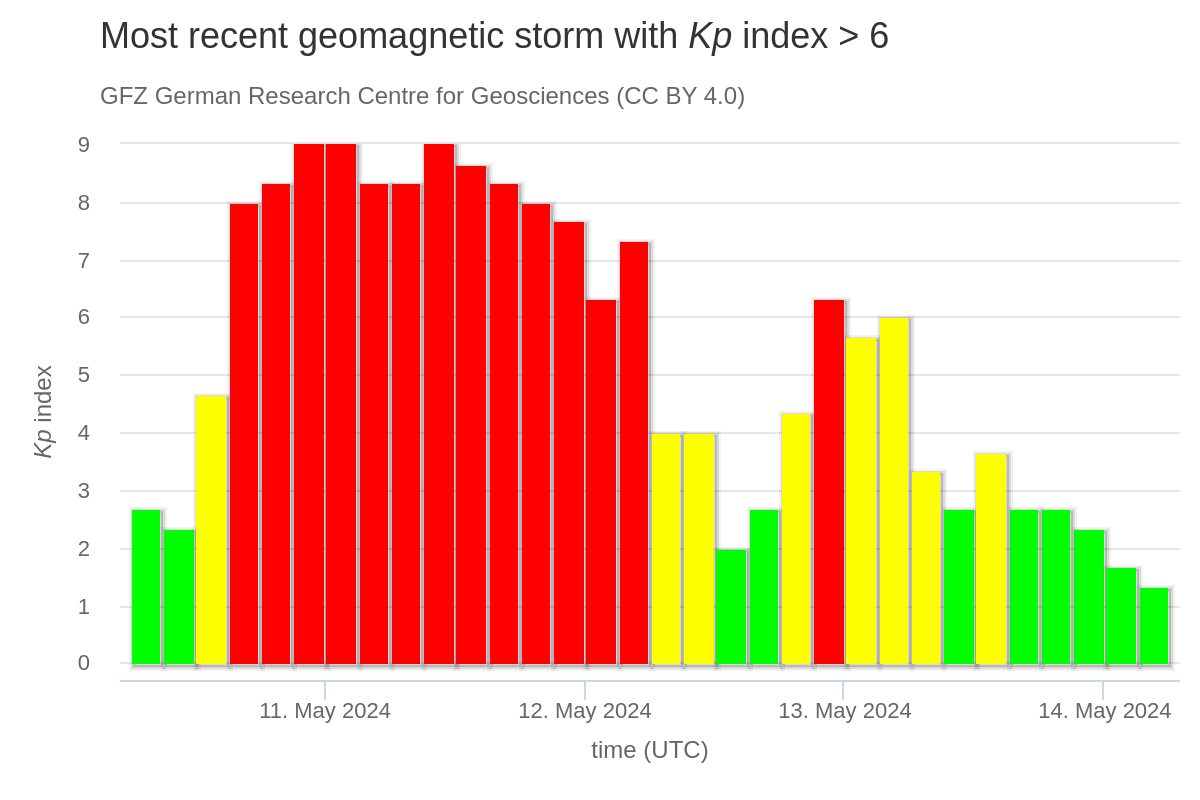
قيم مؤشر K_{p} لمدة ثلاث ساعات خلالَ الفترة 10-14 مايو 2024

وصلت ثلاثة إشعاعات إكليلية من 8 مايو إلى الأرض في 10 مايو 2024، مما تسبب في حدوث عواصف مغناطيسية أرضية شديدة مع شفق ساطع وطويل الأمد. يمكن رؤية الشفق القطبي من قرية هانلي النائية في شمال الهند، وبالقرب من مدينة أورومتشي في شمال غرب الصين، وفي أوروبا من أقصى الجنوب حتى كرواتيا وجنوب إسبانيا. وفي أمريكا الشمالية، شوهدت الشفق القطبي جنوبًا حتى فلوريدا والمكسيك. في نصف الكرة الجنوبي، شوهد الشفق القطبي في نيوزيلندا، وأستراليا، وتشيلي، والأرجنتين، وجنوب أفريقيا، وفي الشمال حتى أوروغواي وناميبيا.
بسبب وصول المجال المغناطيسي بين الكواكب إلى 73 درجة مع اتجاه المكون الموجود على طول المحور المغناطيسي للأرض نحو الجنوب بقوة، حيث يصل إلى 73 (nT)، وكذلك بسبب كثافة الرياح الشمسية المرتفعة إلى حد ما وسرعتها التي تصل إلى 750–800 كم/ث (470–500 ميل/ث)، يمكن تصنيف الحدث على أنه عاصفة مغناطيسية أرضية من فئة G5 (Kp=9)، مما يجعلها العاصفة الأكثر شدة منذ عواصف الهالوين الشمسية عام 2003. ومن المتوقع أن تصل العديد من الانبعاث الإكليلية الأخرى إلى الأرض يومي 11 و12 مايو.

## مقارنة بالعواصف الشمسية الأخرى
مؤشر وقت العاصفة المضطرب (disturbance storm time index مؤشر Dst) هو مقياس في سياق الطقس الفضائي. ويعني مؤشر Dst السلبي أن المجال المغناطيسي للأرض قد ضعُف. وهذا هو الحال بشكل خاص خلال العواصف الشمسية. بلغت العواصف الشمسية في عيد الهالوين عام 2003 ذروة المؤشر حيث وصلت إلى −422 نانو تسلا، بينما بلغت للعاصفة المغناطيسية الأرضية في مارس 1989 ذروة المؤشر عند −589 نانو تسلا. تشير التقديرات إلى أن العاصفة المغناطيسية الأرضية في مايو 1921 كان لها مؤشر قدره −907±132 نانو تسلا. بينما تقديرات عاصفة كارينغتون الفائقة عام 1859 تتراوح بين −800 و −1750 نانو تسلا.
وصلت العواصف الشمسية في مايو 2024 إلى حد أقصى بلغ −412 في 11 مايو، وبحلول الساعة 00:00 بالتوقيت العالمي في 12 مايو، انحسرت إلى قيم أعلى من -100 نانو تسلا، مما يشير إلى أن العواصف قد انتهت.
تخليدًا لذكرى الدكتور جين غانون، باحث الطقس الفضائي الذي توفي مؤخرًا وبشكل غير متوقع، دعى أعضاء المجتمع العلمي للفيزياء الشمسية إلى تسمية هذه الأحداث باسم "عاصفة غانون الفائقة".

## التأثير
لقد أثرت العاصفة سلبًا على البث الأرضي والاتصالات الراديوية ثنائية الاتجاه على نطاقات التردد العالي (HF) وVHF (VHF) وUHF (UHF) بسبب منع تشكل الغلاف الأيوني وبالتالي التداخل في الانتشار.
في كندا، ذكرت شركتا الطاقة BC Hydro و Hydro-Québec أنهما استعدتا للعاصفة، وراقبتاها أثناء اصطدامها بالأرض يومي العاشر والحادي عشر من مايو. على عكس عام 1989 حيث تسببت عاصفة شمسية سابقة في انقطاع التيار الكهربائي لمدة تسع ساعات في كيبيك، ولم يُبلغ عن انقطاع التيار الكهربائي بسبب تأثيرات هذه العاصفة.
في نيوزيلندا، أعلنت شركة Transpower حالة الطوارئ في الشبكة، وأخرجت بعض خطوط النقل من الخدمة كإجراء احترازي ضد العاصفة.
في الولايات المتحدة، ذكرت شركتا الاتصالات AT&T و T-Mobile أنهما على استعداد للاستجابة للاضطرابات في شبكاتهما، ولكن كان من غير المتوقع أن تكون التأثيرات كبيرة على الخدمة الخلوية لأن الشبكات تعتمد على ترددات مختلفة عن نطاقات التردد العالي المتأثرة بالعاصفة الشمسية. في حين أبلغت الإدارة الوطنية للمحيطات والغلاف الجوي (NOAA) عن وجود مخالفات في شبكة الطاقة وتدهور في نظام تحديد المواقع العالمي ( GPS ) والاتصالات اللاسلكية عالية التردد، أبلغت كل من الوكالة الفيدرالية لإدارة الطوارئ (FEMA) ووزارة الطاقة الأمريكية عن عدم وجود مشكلة كبيرة تُأثر على السكان.
أبلغ المستخدمون الزراعيون لمعدات John Deere RTK GPS عن انخفاض كبير في الدقة الموضعية أثناء العاصفة المغناطيسية الأرضية. وبما أن أجهزة استقبال نظام تحديد المواقع العالمي (GPS) تستخدم لتوجيه الجرارات في الزراعة الدقيقة، فقد اضطر بعض العمال الزراعيين إلى تعليق أنشطة الزراعة بالكامل.
تشمل التأثيرات الأخرى على خدمات الأقمار الصناعية ستارلينك، الذي أبلغ مستخدموه أن سرعات التنزيل كانت أبطأ.

## معرض الصور
- لقطة من أوساغ بيتش، الولايات المتحدة (38°N)
- لقطة من سنوكوالمي (واشنطن)، الولايات المتحدة (48°N)
- لقطة من أوثيلو، U.S. (46°N)
- لقطة من كومبرن  [لغات أخرى]‏، ويلز (51°N)
- لقطة من باوليس (كارولاينا الجنوبية)، الولايات المتحدة (33°N)
- لقطة من شرق ساسكس، المملكة المتحدة (51°N)
- لقطة من Okeford Hill، دورست، المملكة المتحدة (50°N)
- لقطة من Bay View, Washington، الولايات المتحدة (48°N)
- لقطة من كراكوف، بولند (50°N)
- لقطة من كناريا الكبرى، إسبانيا (28°N)
- لقطة من براي (باركشير)، باركشير، المملكة المتحدة (51°N)
- لقطة من شتوتغارت، ألمانيا (49°N)
- لقطة من Thornton-Cleveleys، المملكة المتحدة (53°N)
- لقطة من Brastad، السويد (58°N)
- لقطة من أوناوا، الولايات المتحدة (42°N)
- لقطة من Quillón، تشيلي (36°S)
- لقطة فوق ألمانيا (51°N) في نطاق الضوء المرئي
- لقطة فوق ألمانيا (51°N) في نطاق الأشعة فوق الحمراء

ملاحظة: تشير أرقام التسمية التوضيحية إلى خط العرض الجغرافي، وليس خط العرض المغناطيسي.